# Obenaprath
Obenaprath ist eine Hofschaft in der bergischen Großstadt Wuppertal. 

## Lage und Beschreibung
Die Hofschaft liegt im Nordwesten der Stadt auf 209 m ü. NHN im Tal des Eigenbachs im Norden des Wohnquartiers Eckbusch des Stadtbezirks Uellendahl-Katernberg an der Stadtgrenze zu Wülfrath. 
Benachbarte Wohnplätze und Ortschaften sind Zum Löh, Eigen, Neuenhaus, Naurathssiepen, Wüstenhof, Klein- und Großhöfchen, Jungholz und Wildenbruch.

## Geschichte
Der Hof gehörte im 17. Jahrhundert zu den Gütern des Aufsitzers von Schloss Aprath. Zu der Zeit ist die Zugehörigkeit des Hofs zur Honschaft Oberdüssel der bergischen Herrschaft Schöller im Amt Solingen beurkundet.
Auf der Topographia Ducatus Montani des Erich Philipp Ploennies aus dem Jahre 1715 ist der Hof als o.Abrod eingezeichnet. Der Ort ist auf der Topographischen Aufnahme der Rheinlande von 1824 als Ob. Aprath und auf der Preußischen Uraufnahme von 1843 als Obenaprath eingezeichnet. Auf Messtischblättern trägt der Ort im Laufe des 20. Jahrhunderts den Namen Obenaprath.
Im 19. Jahrhundert gehörte Obenaprath weiterhin zu der Honschaft Oberdüssel der Bürgermeisterei Wülfrath. Damit gehörte es von 1816 bis 1861 zum Kreis Elberfeld und ab 1861 zum alten Kreis Mettmann. 
1815/16 werden für den Bereich um Obenaprath (also nicht für den Hof alleine) 103 Einwohner gezählt. Der laut der Statistik und Topographie des Regierungsbezirks Düsseldorf 1832 als Ackergut kategorisierte Ortsbereich wurde als zu Obenaprath bezeichnet und besaß zu dieser Zeit 12 Wohnhäuser und 20 landwirtschaftliche Gebäude. Zu dieser Zeit lebten 110 Einwohner im Ort, davon 22 katholischen und 88 evangelischen Glaubens.
1888 lebten in Obenaprath sieben Einwohner in einem Wohnhaus. Zu dieser Zeit wurde der Ort Löh genannt.
Mit der Kommunalreform von 1929 wurde der östliche Teil der Gemarkung Oberdüssel um Obenaprath von Wülfrath abgespalten und in die neu gegründete Stadt Wuppertal eingemeindet. 